# Нужна (река)
Нужна — река в России, протекает по Костромской и Нижегородской областям. Устье реки находится в 18 км по левому берегу реки Вол. Длина реки составляет 62 км, площадь водосборного бассейна — 518 км².

## Данные водного реестра
По данным государственного водного реестра России относится к Верхневолжскому бассейновому округу, водохозяйственный участок реки — Ветлуга от города Ветлуга и до устья, речной подбассейн реки — Волга от впадения Оки до Куйбышевского водохранилища (без бассейна Суры). Речной бассейн реки — (Верхняя) Волга до Куйбышевского водохранилища (без бассейна Оки).
Код объекта в государственном водном реестре — 08010400212110000042536.

### Притоки (км от устья)
- 46 км: река Елховка (лв)
- 48 км: река Межеумиха (лв)